# ممثل (فيلم، 1993)
ممثل (بالفارسية: هنرپیشه) فيلم إيراني، أُنتِج في عام 1993، وهو من إخراج محسن مخملباف. قام ببطولة الفيلم أكبر عبدي، وفاطمة معتمد آريا كزوجته سيمين، وماهايا بطروسيان كفتاة غجرية. الفيلم عبارة عن مزيج من الخيال والواقع، حيث أن الشخصية الرائدة لها نفس الاسم والمهنة للممثل الذي يصور الدور، في حين أن التفاصيل والأحداث خيالية.

## روابط خارجية
- ممثل (فيلم، 1993) على موقع IMDb (الإنجليزية)
- ممثل (فيلم، 1993) على موقع أول موفي (الإنجليزية)
- ممثل (فيلم، 1993) على موقع فيلمافينيتي (الإسبانية)
- ممثل (فيلم، 1993) على موقع قاعدة بيانات الفيلم (الإنجليزية)
- ممثل (فيلم، 1993) على موقع ليتربوكسد (الإنجليزية)
- ممثل (فيلم، 1993) على موقع كينوبويسك (الروسية)